# Obrona Port Artur
Obrona Port Artur – jedna z kluczowych bitew w trakcie wojny rosyjsko-japońskiej (1904–1905). Od 1898 do 1904 roku Port Artur (Port Arthur, obecnie Lüshun) w Chinach był główną, ufortyfikowaną bazą morską rosyjskiej floty wojennej Oceanu Spokojnego. Podczas wojny rosyjsko-japońskiej eskadra rosyjska bazująca w Port Artur brała udział w głównych zmaganiach morskich pierwszej fazy wojny, a od lipca 1904 do stycznia 1905 o samą fortecę toczyły się ciężkie walki lądowe.

## Baza

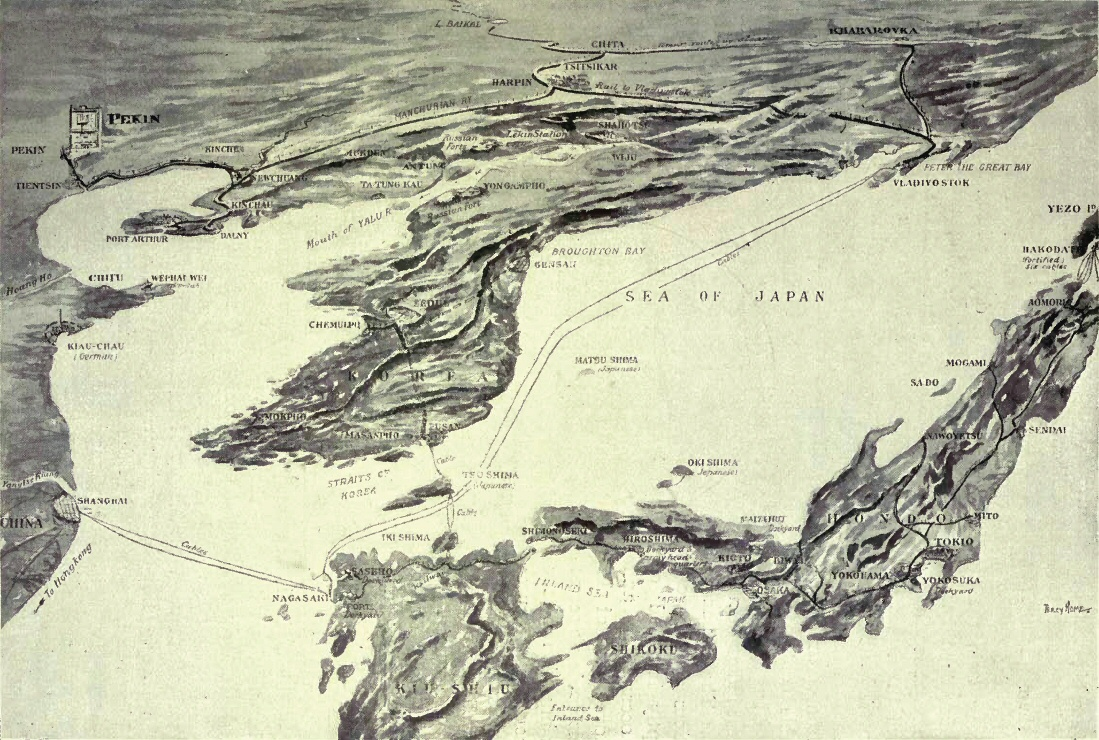
Obszar działań – Port Artur w głębi po lewej

Port Artur został zdobyty przez Japończyków podczas wojny japońsko-chińskiej w listopadzie 1894, lecz w traktacie pokojowym kończącym wojnę Rosja, Niemcy i Francja wymogły na Japonii zwrot tego terytorium Chinom. Wkrótce potem, 16 marca?/28 marca 1898 Rosja wydzierżawiła od Chin Port Artur i część półwyspu Kwantung na 25 lat. Budowę umocnień i fortyfikacji (projekt pułkownika Konstantego Wieliczko), ze względu na brak środków, rozpoczęto na większą skalę dopiero w 1901. Do stycznia 1904 na kierunku nadmorskim wykonano 9 z 25 planowanych baterii stałych, 12 baterii polowych, a na kierunku lądowym z 6 fortów, 5 umocnień i 3 baterii, zbudowano: 1 fort, 3 umocnienia i 5 baterii stałych.
Garnizon półwyspu składał się z 4. i 7. Wschodnich Dywizji Strzelców. Dowódcą Kwantuńskiego Rejonu Umocnionego był gen. lejtn. A. Stessel, dowódcą obrony lądowej gen. lejtn. Kondratienko. Twierdza była główną bazą Eskadry Pacyfiku. Rosjanie rozbudowali też port. Z planowanych 590 dział artylerii nadbrzeżnej, do 1904 znalazło się tam 131 dział na stanowiskach stacjonarnych i 207 dział artylerii polowej. Największymi z nich były haubice kalibru 280 mm. Port Artur zapewniał bardzo dobre warunki do bazowania floty – wschodni basen portowy i zachodni basen (wewnętrzna reda) osłonięte były wokół pasmami gór, a jedyne wejście na wewnętrzną redę prowadziło przez stosunkowo wąski przesmyk między Półwyspem Tygrysim a głównym lądem. Przed tym wejściem znajdowała się zewnętrzna reda. W porcie wybudowany był suchy dok, lecz jego wadą były niewielkie rozmiary, uniemożliwiające dokowanie pancerników. Nowy dok znajdował się w chwili rozpoczęcia wojny dopiero w budowie.

## Siły
Główne siły rosyjskiej Eskadry Oceanu Spokojnego w Port Artur (później nazwanej I Eskadrą) składały się przed atakiem z 7 pancerników (przeddrednotów): „Pietropawłowsk”, „Sewastopol” i „Połtawa” (typu Połtawa), „Pierieswiet” i „Pobieda” (typu Pierieswiet) oraz „Cesariewicz” i „Retwizan”, 1 krążownika pancernego („Bajan”) i 5 krążowników pancernopokładowych („Askold”, „Diana”, „Pałłada”, „Nowik” i „Bojarin”). Ponadto w jej skład wchodziły mniejsze jednostki: 4 kanonierki, 25 niszczycieli, 2 kanonierki torpedowe i 2 stawiacze min oraz torpedowce. Dowódcą eskadry był na początku wojny wiceadmirał Oskar Stark, lecz najwyższą władzę sprawował carski namiestnik admirał Jewgienij Aleksiejew. Administracyjnie w skład Eskadry, lecz bez połączenia z nią, wchodził dywizjon krążowników we Władywostoku i krążownik „Wariag” oraz 3 kanonierki stacjonujące w portach chińskich.
Siłami japońskimi – Połączoną Flotą dowodził admirał Heihachirō Tōgō. Główne siły – 6 pancerników („Mikasa”, „Asahi”, „Shikishima”, „Hatsuse”, „Fuji”, „Yashima”) wchodziły w skład pierwszej eskadry, w skład której wchodziło ponadto 19 niszczycieli i torpedowców oraz trzeci zespół rozpoznawczy wiceadmirała Dewy w składzie 4 krążowników pancernopokładowych („Chitose”, „Kasagi”, „Takasago”, „Yoshino”).
Druga eskadra japońska składała się z drugiego zespołu 6 krążowników pancernych wiceadmirała Kamimury („Izumo”, „Iwate”, „Asama”, „Tokiwa”, „Azuma”, „Yakumo”), czwartego zespołu 4 krążowników pancernopokładowych („Naniwa”, „Takachiho”, „Akashi”, „Niitaka”), następnie 16 niszczycieli i torpedowców. Ponadto później udział w walkach pod Port Artur wzięła także trzecia eskadra, posiadająca kilkanaście okrętów artyleryjskich o mniejszej wartości bojowej (kilka krążowników pancernopokładowych, starych pancerników i okrętów obrony wybrzeża) oraz torpedowców. Do floty dołączyły także w kwietniu dwa najnowsze krążowniki pancerne „Nisshin” i „Kasuga”.

## Początek wojny
Japońska flota pod dowództwem admirała Tōgō rozpoczęła wojnę w nocy z 26 stycznia?/8 lutego 1904 na 27 stycznia?/9 lutego 1904 niespodziewanym atakiem torpedowym 10 niszczycieli na okręty rosyjskie, kotwiczące na zewnętrznej redzie Port Artur. Mimo zerwania stosunków dyplomatycznych z Japonią, okręty rosyjskie lekkomyślnie pozostawały ustawione w czterech rzędach na zewnętrznej redzie, bez rozstawionych sieci przeciwtorpedowych. Przyczyną pozostawienia okrętów na zewnętrznej redzie zamiast na wewnętrznej była obawa namiestnika Aleksiejewa, że Japończycy zablokują wąski kanał portowy przez zatopienie tam statków. Nie zdecydowano się na rozłożenie przez okręty sieci przeciwtorpedowych, motywując to tym, że mogłoby to utrudnić ruchy eskadry w razie konieczności szybkiego zejścia z kotwicy. Na redzie dyżurowały pod parą dwa krążowniki (w chwili ataku „Askold” i „Diana”), dwa inne okręty oświetlały redę reflektorami („Retwizan” od zachodu i „Palłada” od wschodu), ponadto w odległości 20 mil morskich od bazy dozorowały dwa niszczyciele („Biesstrasznyj” i „Rastoropnyj”). Nie wysłano jednak wspierającej niszczyciele w odległości 10 mil morskich od bazy kanonierki, gdyż „Gilak” zszedł do bazy, a mający go zmienić „Bobr” miał awarię maszyn.
Mimo pełnego zaskoczenia, użyte siły japońskie były stosunkowo słabe i osiągnęły jedynie względny sukces, gdyż tylko trzy torpedy wystrzelone na początku starcia były celne, z 16 wystrzelonych. Za to, poważnie uszkodzono dwa najlepsze rosyjskie pancerniki „Cesariewicz” i „Retwizan” oraz krążownik pancernopokładowy „Pałłada”. Pierwszy z nich „Retwizan” trafiono o 23.36. Ogółem zginęło 13 marynarzy. „Retwizan” osiadł następnie na mieliźnie przy wejściu na wewnętrzną redę portu. Japończycy pomyślnie się wycofali.
Atak był rozwijany następnego dnia. Rano 28 stycznia?/9 lutego japońskie główne siły w składzie 6 pancerników i 9 krążowników podeszły pod Port Artur, wykryte najpierw przez patrolujący krążownik „Bojarin”. Około godziny 11 japońskie siły otworzyły ogień do okrętów rosyjskich i baterii nadbrzeżnych, lecz spotkały się z równie intensywną odpowiedzią ze strony 4 nieuszkodzonych pancerników, 5 krążowników rosyjskich oraz artylerii nadbrzeżnej. Widząc brak efektów walki artyleryjskiej, Togo po kilkudziesięciu minutach wycofał się. Rosyjskie okręty zostały trafione 38 razy, same trafiły przeciwnika co najmniej 12 razy, straty rosyjskie wyniosły 18 zabitych i 72 rannych, japońskie – 7 zabitych i 67 rannych. Lekkie uszkodzenia odniosły głównie rosyjskie krążowniki, zwłaszcza „Nowik”, ponadto „Askold” i „Bajan”.
Jednakże potyczki te zapewniły osłonę dla sił japońskich lądujących w Czemulpo (Inczon) w Korei. Z Inczon Japończycy rozpoczęli inwazję Korei, dzięki czemu, do końca kwietnia Japońska Armia Cesarska pod dowództwem Kuroki Itei była gotowa przekroczyć rzekę Yalu i zaatakować rosyjskie siły w Mandżurii.
Tego samego dnia 6 japońskich krążowników zmusiło do samozatopienia rosyjski krążownik „Wariag” i kanonierkę „Koriejec” w boju pod Czemulpo.
Podczas kolejnych dni i nocy kilka razy dochodziło do drobnych starć z podchodzącymi siłami japońskimi.

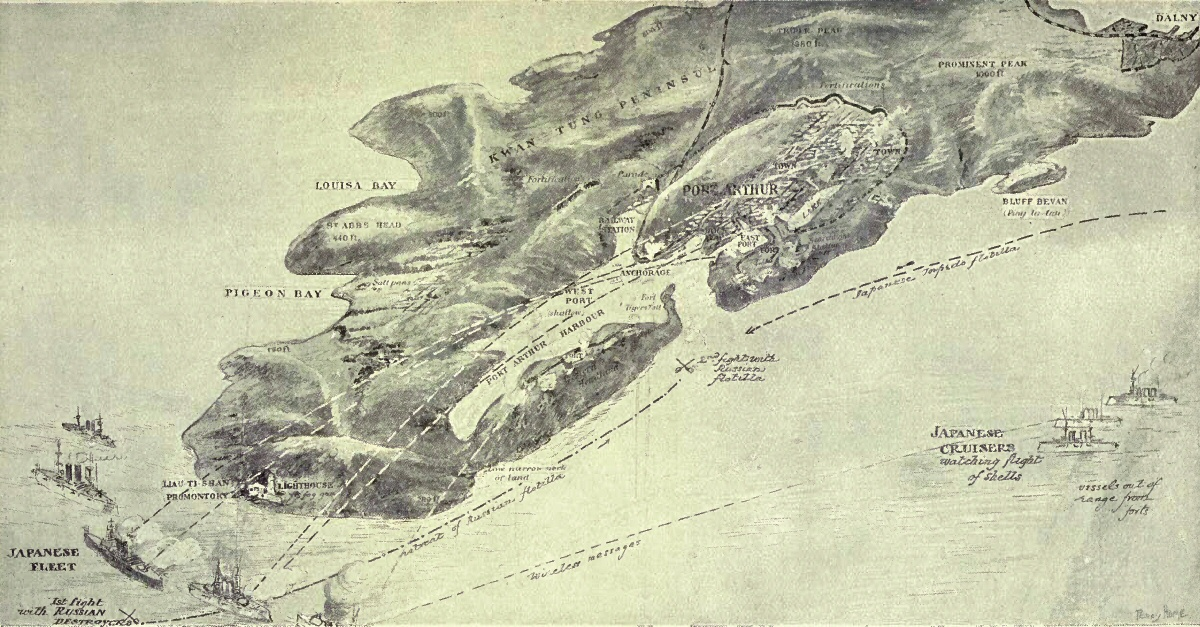
Schemat (bez zachowania skali) pokazujący metodę ostrzeliwania Port Artur przez japońskie pancerniki ogniem pośrednim, w lutym-marcu 1904. Zaznaczone także niektóre miejsca starć.

W nocy na 24 lutego Japończycy wysłali 4 niszczyciele do ataku torpedowego na osadzony na mieliźnie przy wejściu do przystani pancernik „Retwizan” oraz podjęli próbę zablokowania wejścia na wewnętrzną redę przez zatopienie w torze wodnym pięciu parowców (branderów) z ochotniczymi załogami. „Retwizan” (dowodzony przez Polaka Edwarda Szczęsnowicza), z pomocą 2 dozorujących niszczycieli „Storożewoj” i „Stierieguszczij” oraz baterii nadbrzeżnych, odparł jednak próbę ataku torpedowego i zniszczył dwa statki, które zdołały podejść najbliżej. Wcześniej, trzy statki zniszczyły baterie nadbrzeżne. W konsekwencji, próba zablokowania portu nie powiodła się. Pomimo braku doku w porcie, „Retwizan”, podobnie jak inne uszkodzone okręty, został do początku czerwca naprawiony, z dużymi trudnościami i poświęceniem ekip remontowych. 13 lutego?/26 lutego rosyjski niszczyciel „Wnuszytielnyj”, odcięty od bazy przez okręty japońskie, został samozatopiony przez załogę przy brzegu z uwagi na kończący się zapas węgla.

## Wojna minowa
W czasie walk o Port Artur obie strony intensywnie używały min morskich. Początek był dla Rosjan pechowy: na własnych minach zatonęły 29 stycznia?/11 lutego stawiacz min „Jenisej” i mały krążownik „Bojarin”.
25 lutego?/9 marca do Port Artur przybył wiceadmirał Stiepan Makarow, wyznaczony na głównodowodzącego Floty Pacyfiku, co znacznie podniosło morale obrońców, wiążących z jego osobą nadzieje na podjęcie aktywnych operacji przeciw Japończykom. Makarow od razu energicznie wziął się do przygotowywania planów obrony i wszczął operacje zaczepne. Flota pod jego dowództwem kilka razy wychodziła w morze. Wysyłał on też niszczyciele w celach rozpoznawczych. Japończycy unikali jednak walnego starcia w okolicy twierdzy. W tym czasie przeprowadzili kilkakrotnie bombardowanie rosyjskich pozycji i portu, ogniem pancerników spoza masywu górskiego, powodując niewielkie uszkodzenia.
31 marca?/13 kwietnia niszczyciel „Strasznyj” zatonął w starciu z przeważającymi liczebnie japońskimi niszczycielami. Makarow wyruszył na odsiecz z eskadrą okrętów. W trakcie powrotu do portu, jego pancernik flagowy „Pietropawłowsk” wpadł na japońską minę, która spowodowała wybuch amunicji i natychmiastowe zatonięcie okrętu z 680 marynarzami i Makarowem, którego śmierć stała się wielką stratą dla obrony Port Artur. Tego dnia uszkodzony na minie został również pancernik „Pobieda”, potem wyremontowany. Kilka okrętów rosyjskich odniosło jeszcze później uszkodzenia na minach japońskich, lecz „Pietropawłowsk” pozostał jedynym dużym zatopionym okrętem.

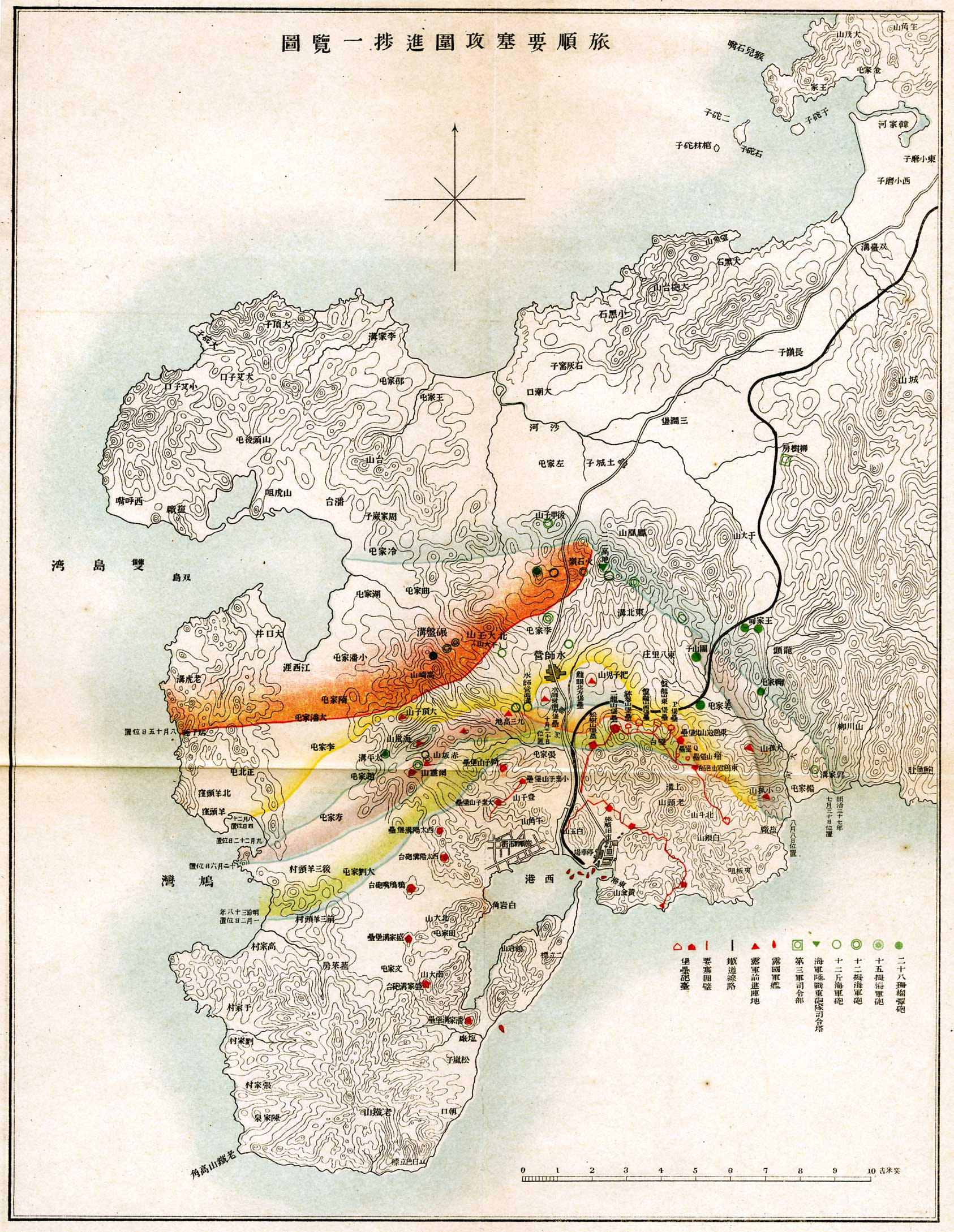
Postępy wojsk japońskich.
Niebieska linia – 30 lipca, czerwona – 15 sierpnia, żółta – 20 sierpnia 1904, zielona – 2 stycznia 1905

Admirał Togo rozpoczął następnie bliską blokadę morską Port Artur, a 2. Armia japońska generała Oku wylądowała na Półwyspie Liaotuńskim, rozpoczynając operację przeciwko fortecy od strony lądu i zdobywając port Dalnyj (Dalian). W tym czasie, bazujący we Władywostoku rosyjski zespół krążowników nękał japońskie transporty wojska, prowadząc działania rajderskie, co zmusiło admirała Togo do wydzielenia 8 krążowników pod dowództwem wiceadmirała Kamimury do ochrony transportów.
W tym czasie Rosjanie podjęli aktywną walkę minową, odnosząc spektakularny sukces – 1 maja?/14 maja stawiacz min „Amur” postawił przed portem zagrodę z 50 min, na których następnego dnia 15 maja zatonęły japońskie pancerniki „Hatsuse” i „Yashima” (zatopienie „Yashimy” jednak pozostało nieznane dla Rosjan). Tego samego dnia Japończycy utracili też zatopiony na skutek kolizji krążownik pancernopokładowy „Yoshino”. Wcześniej, 14 maja na minach zatonęła japońska kanonierka „Miyako” (klasyfikowana też jako nieopancerzony krążownik lub awizo), a następnie 17 maja niszczyciel „Akatsuki” i 5 lipca korweta „Kaimon”. Rosjanie ogółem postawili podczas walk o Port Artur 2520 min kontaktowych i 1755 odpalanych elektrycznie, na których zatonęło 13 okrętów japońskich i 6 odniosło uszkodzenia. Straty japońskie nie wpłynęły jednak istotnie na dalsze losy kampanii.

## Próby przebicia się
Nowym dowódcą eskadry rosyjskiej został kontradmirał Wilgelm Witgeft. Obawiał się on decydującego starcia i był niechętny opuszczaniu portu. Z okrętów zdjęto w tym okresie część średniej artylerii, którą wzmocniono obronę lądową. Jednakże 10 czerwca?/23 czerwca 1904, na rozkaz carskiego namiestnika Aleksiejewa przebicia się z flotą do Władywostoku, Witgeft wyszedł z Port Artur z 6 pancernikami, 5 krążownikami i 8 niszczycielami. Admirał Togo szybko ściągnął swoje siły, składające się wówczas z 4 pancerników, 10 krążowników, 4 okrętów obrony wybrzeża i 30 niszczycieli. Pomimo przewagi w ciężkich okrętach, Witgeft zawrócił do portu, obawiając się japońskiej przewagi w niszczycielach, zdolnych do ataków torpedowych. Powracające okręty i tak stały się celem nocnych ataków niszczycieli, które jednak nie odniosły skutków. Na minie natomiast został lekko uszkodzony pancernik „Siewastopol”.
W lipcu 1904 wojsko japońskie zaczęło atakować lądowe umocnienia Port Artur, posuwając się powoli naprzód. Okręty rosyjskie w tym czasie wychodziły z portu w celu ostrzeliwania celów lądowych na przedpolach twierdzy. 27 lipca doszło przy tej okazji do starcia z japońskimi krążownikami pancernymi „Nisshin” i „Kasuga, tego dnia też rosyjski krążownik pancerny „Bajan” został poważnie uszkodzony na minie. W miarę postępów wojsk japońskich, okręty rosyjskie mogły wkrótce ostrzeliwać cele lądowe nie wychodząc z portu. Z drugiej jednakże strony, od 24 lipca?/6 sierpnia Japończycy uzyskali możliwość ostrzału okrętów znajdujących się w porcie ogniem pośrednim artylerii polowej 120 mm, na razie jeszcze mało celnym.
28 lipca?/10 sierpnia, obawiając się, że flota pozostając w Port Artur ulegnie zniszczeniu i ponaglany rozkazami Aleksiejewa, Witgeft postanowił wypłynąć w morze i przedrzeć się przez japońską blokadę do Władywostoku. Na skutek bitwy na Morzu Żółtym, która się następnie wywiązała, żaden z rosyjskich okrętów nie został wprawdzie zatopiony, lecz eskadra nie osiągnęła swojego celu, natomiast została rozproszona i osłabiona. Japońscy artylerzyści okazali swoją wyższość wyszkolenia nad rosyjskimi, uzyskując więcej trafień. Sam admirał Witgeft poniósł śmierć na mostku pancernika „Cesariewicz”, a jego uszkodzony okręt i 3 niszczyciele udały się do niemieckiego portu w Chinach Qingdao (Tsingtao), gdzie zostały internowane. Krążownik pancernopokładowy „Diana” został internowany we francuskim Sajgonie, a uszkodzony „Askold” w Szanghaju. Po stronie japońskiej uszkodzony został okręt flagowy „Mikasa”.
Mały krążownik pancernopokładowy „Nowik” podjął próbę przebicia się do Władywostoku, lecz został 20 sierpnia przechwycony przez japońskie krążowniki koło Sachalina i po walce zatopiony przez załogę.
Reszta rosyjskich okrętów, w większości uszkodzonych, została zmuszona do powrotu do Port Artur. W tym czasie także, 14 sierpnia porażkę w bitwie pod Ulsan poniósł władywostocki zespół krążowników, wysłany w celu wsparcia próby przedarcia.

## Upadek Port Artur
Podczas następnych miesięcy okręty rosyjskie przebywały w dalszym ciągu w obleganym Port Artur i już nie podejmowały większej aktywności. Pomimo prowadzenia napraw okrętów, większość lekkiej i średniej artylerii została z pancerników zdemontowana i użyta do obrony lądowej, w której uczestniczyła także część marynarzy. Szczególnie zacięte walki toczyły się o górę Wysokaja, górującą nad wewnętrzną redą portu. Okręty w porcie nadal bombardowały również pozycje japońskie swoją artylerią. Mimo że pozostałe pancerniki stanowiły wciąż znaczną siłę, brak było aktywności w kierunku użycia floty ze strony dowództwa, co obniżało morale załóg. Nowy dowódca rosyjskiej eskadry, kontradmirał Robert Wiren, uważał próbę bitwy morskiej za beznadziejną. Po zajęciu części Dlinnej Góry 7 września?/20 września, Japończycy uzyskali możliwość prowadzenia korygowanego ostrzału z dział 120 mm części obszaru bazy i w tym miesiącu kilka okrętów rosyjskich odniosło uszkodzenia.
W tym czasie, sztab rosyjski postanowił wysłać na odsiecz flocie w Port Artur rosyjską Flotę Bałtycką, z której trzonu sił utworzono Drugą Eskadrę Pacyfiku (Pierwszą Eskadrą określono eskadrę w Port Artur). Druga Eskadra jesienią 1904 wypłynęła z Morza Bałtyckiego naokoło Afryki na Daleki Wschód, jednak nie zdążyła dopłynąć przed upadkiem Port Artur.
Działania floty rosyjskiej w Port Artur w tym czasie ograniczyły się do lżejszych okrętów, głównie niszczycieli, stawiających miny w nocy i prowadzących rozpoznanie w dzień. Na minach zatonęły: japoński niszczyciel „Hayatori” (3 września), kanonierka pancerna „Heien” (18 września), stary krążownik pancernopokładowy „Saien” (30 listopada) i krążownik pancernopokładowy „Takasago” (12 grudnia). Z drugiej strony, 5 sierpnia?/18 sierpnia zatonęła na minach rosyjska kanonierka pancerna „Griemiaszczyj”, 11 sierpnia?/24 sierpnia niszczyciel „Wynosliwyj” a 13 listopada niszczyciel „Strojnyj”. Od 19 września?/2 października Japończycy po zdobyciu kolejnych wzgórz rozpoczęli ostrzał okrętów w zachodniej części wewnętrznej redy portu z ciężkich haubic kaliber 280 mm, powodując dalsze uszkodzenia okrętów, które musiały zostać przemieszczone spod obserwacji.
22 listopada?/5 grudnia Japończycy opanowali górującą nad portem górę Wysokaja i umieścili na niej punkt obserwacyjny artylerii, umożliwiający precyzyjny ostrzał całości bazy. Jeszcze tego dnia pociski dużego kalibru zatopiły pancernik „Połtawa”, trafiając w komorę amunicyjną. Podczas następnych kilku dni zatonęły od ognia dział pancerniki: „Retwizan” (6 grudnia), „Pierieswiet”, „Pobieda” (oba 7 grudnia) i krążowniki „Pałłada” (8 grudnia) i „Bajan” (9 grudnia). Jedynym pancernikiem pozostał „Siewastopol”, wyprowadzony przez jego energicznego kapitana Nikołaja Essena na zewnętrzną redę.

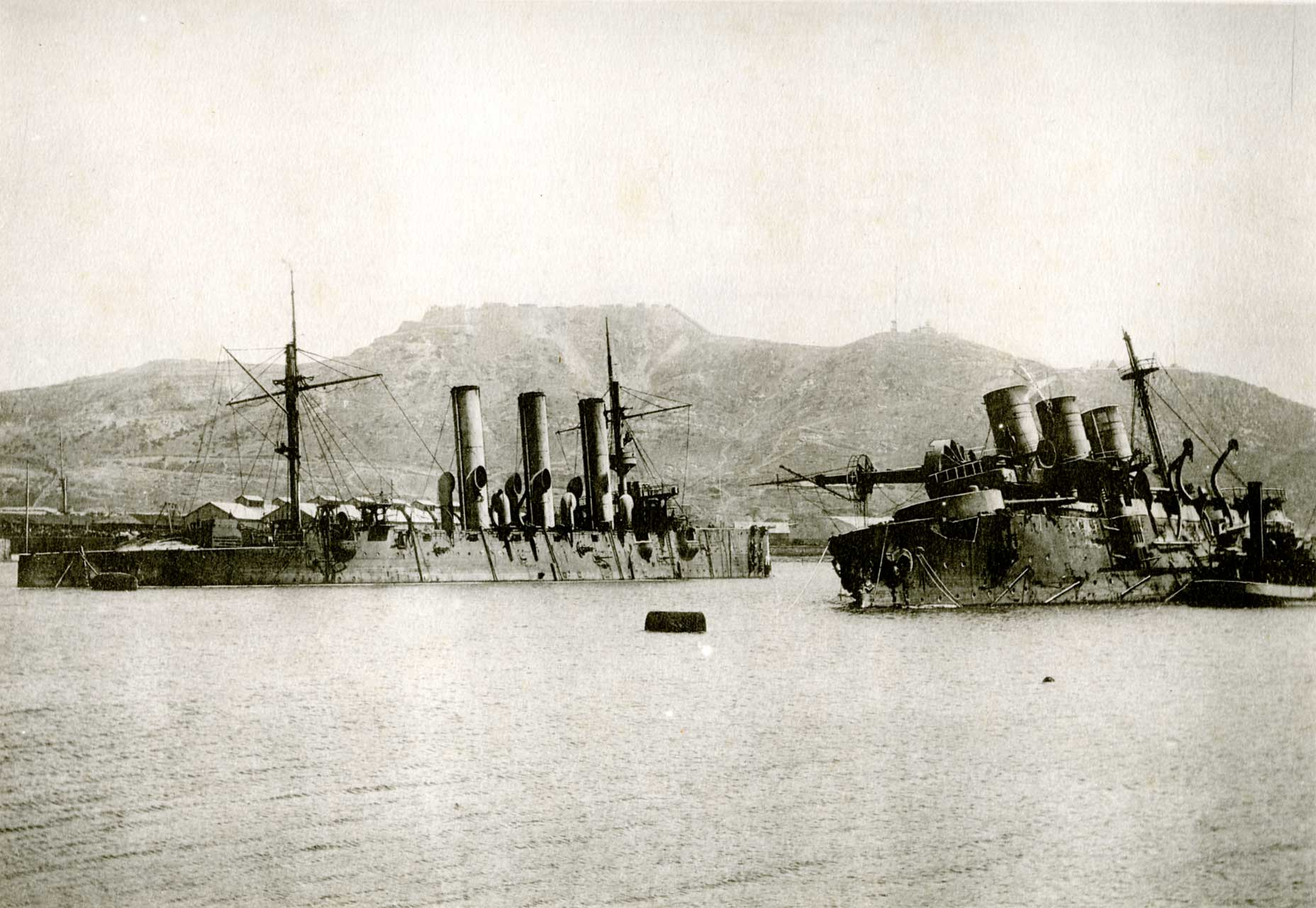
Zatopione okręty: „Pallada” i „Pobieda”

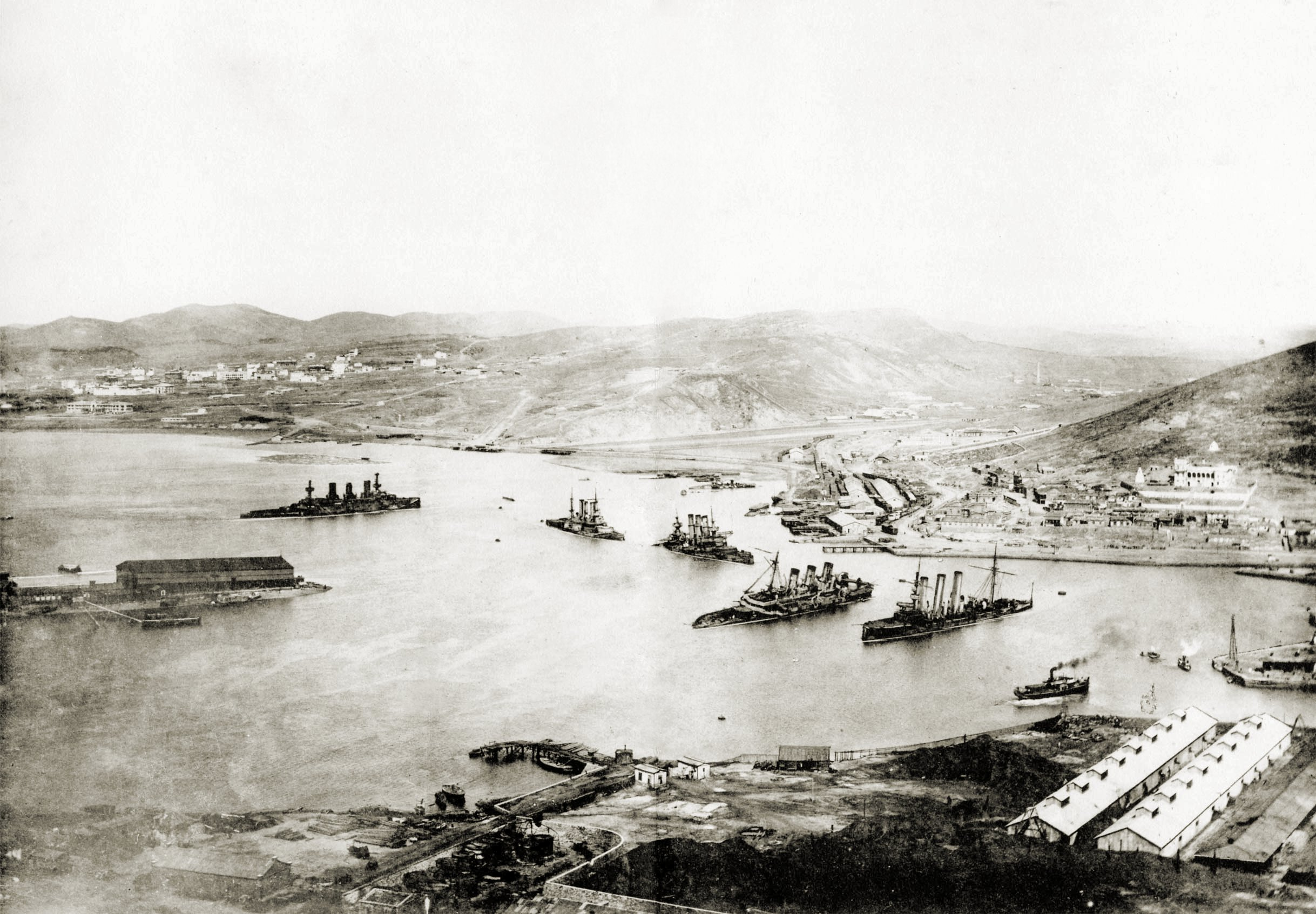
Wraki okrętów w Port Artur – od lewej: „Pierieswiet”, „Połtawa”, „Retwizan”, „Pobieda”, „Pałłada”

Przez sześć następnych nocy, razem z kanonierką „Otważnyj” i 7 niszczycielami, „Sewastopol” odpierał japońskie ataki lekkich sił, podchodzących pod port. Rosyjskie okręty zatopiły torpedowiec Nr 42 i uszkodziły kilka innych, a Nr 53 zatonął na minie. Pomimo uszkodzenia jedną torpedą, „Sewastopol” do ostatniego dnia obrony ostrzeliwał japońskie pozycje, po czym został zatopiony przez załogę na głębszej wodzie.
20 grudnia 1904?/2 stycznia 1905 Port Artur skapitulował. Jedynie 6 niszczycieli i mniejsze kutry zdołały wyrwać się z portu i dostać się do portów neutralnych, gdzie zostały internowane („Włastnyj”, „Statnyj”, „Sierdityj”, „Skoryj” do Yantai, „Bojkij” i „Smiełyj” do Qingdao). Japońskim komendantem nowo zdobytej twierdzy mianowano kadm. Tokioki Nashibę.
Płynąca na odsiecz fortecy Druga Eskadra Pacyfiku pod dowództwem admirała Rożestwieńskiego, oraz wysłana już po upadku twierdzy Trzecia Eskadra Pacyfiku, skierowane zostały do Władywostoku, lecz zostały zniszczone w bitwie w Cieśninie Koreańskiej pod Cuszimą 27–28 maja 1905.
Po podpisaniu traktatu pokojowego w Portsmouth we wrześniu 1905, Japonia uzyskała od Rosji półwysep Guandong wraz z Port Artur oraz południową część Sachalinu. Większość rosyjskich okrętów zatopionych w porcie, w tym wszystkie pancerniki z wyjątkiem „Sewastopola” i oba krążowniki, zostały podniesione i wcielone do japońskiej służby. Część z nich została następnie odsprzedana Rosji podczas I wojny światowej.